# Jamaica en los Juegos Olímpicos de Lillehammer 1994
Jamaica estuvo representada en los Juegos Olímpicos de Lillehammer 1994 por un total de 4 deportistas que compitieron en bobsleigh.  
El portador de la bandera en la ceremonia de apertura fue el deportista de bobsleigh Chris Stokes. El equipo olímpico jamaicano no obtuvo ninguna medalla en estos Juegos.